# Krootuse
Krootuse (Duits: Köllitz) is een plaats in de Estlandse gemeente Kanepi, provincie Põlvamaa. Krootuse heeft de status van dorp (Estisch: küla) en telt 401 inwoners (2021).
Tot in oktober 2017 was Krootuse de hoofdplaats van de gemeente Kõlleste. In die maand werd Kõlleste bij de gemeente Kanepi gevoegd.

## Geschiedenis
Krootuse werd voor het eerst genoemd in 1549 als landgoed onder de naam Kollis. In 1652 werd het landgoed van Põlgaste van Kollis afgesplitst. In de 18e eeuw werd het landgoed van Karaski eveneens afgesplitst van Krootuse.
Tussen 1652 en 1710 was het landgoed Krootuse in handen van de familie Rothausen. Het is mogelijk dat de naam Krootuse daarvan is afgeleid. De Duitse naam Köllitz is afgeleid van Kõlleste, een dorp op het terrein van het landgoed. Het dorp Kõlleste gaf later zijn naam aan de gemeente Kõlleste. Het dorp werd voor het eerst als dorp genoemd in 1627 onder de naam Kelleste. Krootuse werd op het eind van de 18e eeuw als afzonderlijk dorp genoemd, onder twee namen, Alt-Köllitz en Kretusse. In 1977 werden de dorpen Kõlleste en Krootuse samengevoegd.
In 1920 werd het landgoed opgesplitst in afzonderlijke boerderijen. Het landhuis van het landgoed is verloren gegaan, wel is een aantal bijgebouwen bewaard gebleven. Het park rond het vroegere landhuis (het Krootuse mõisa park) is een cultuurmonument.

## Foto's

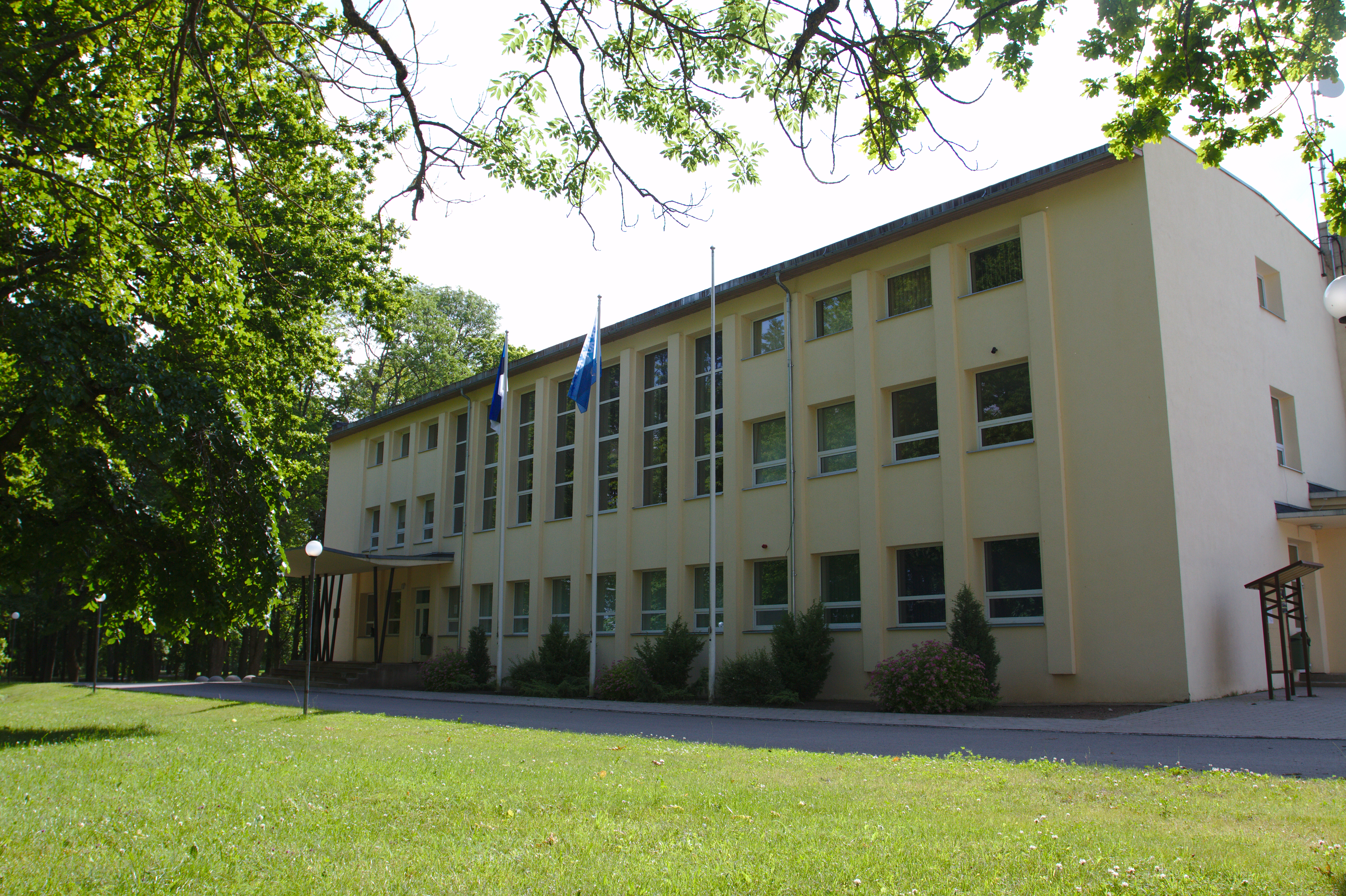
Bibliotheek, vroeger gemeentehuis van Kõlleste
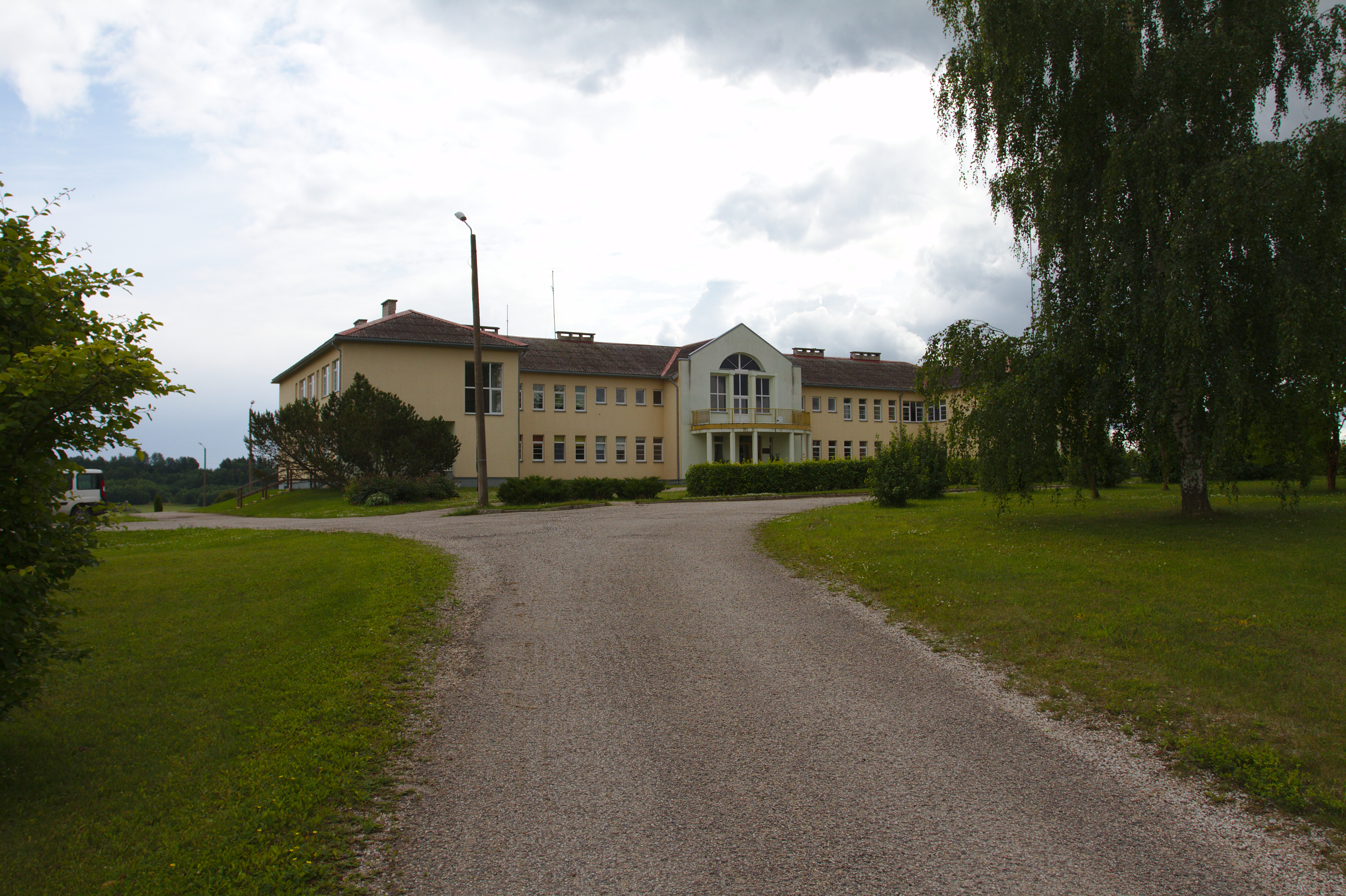
School
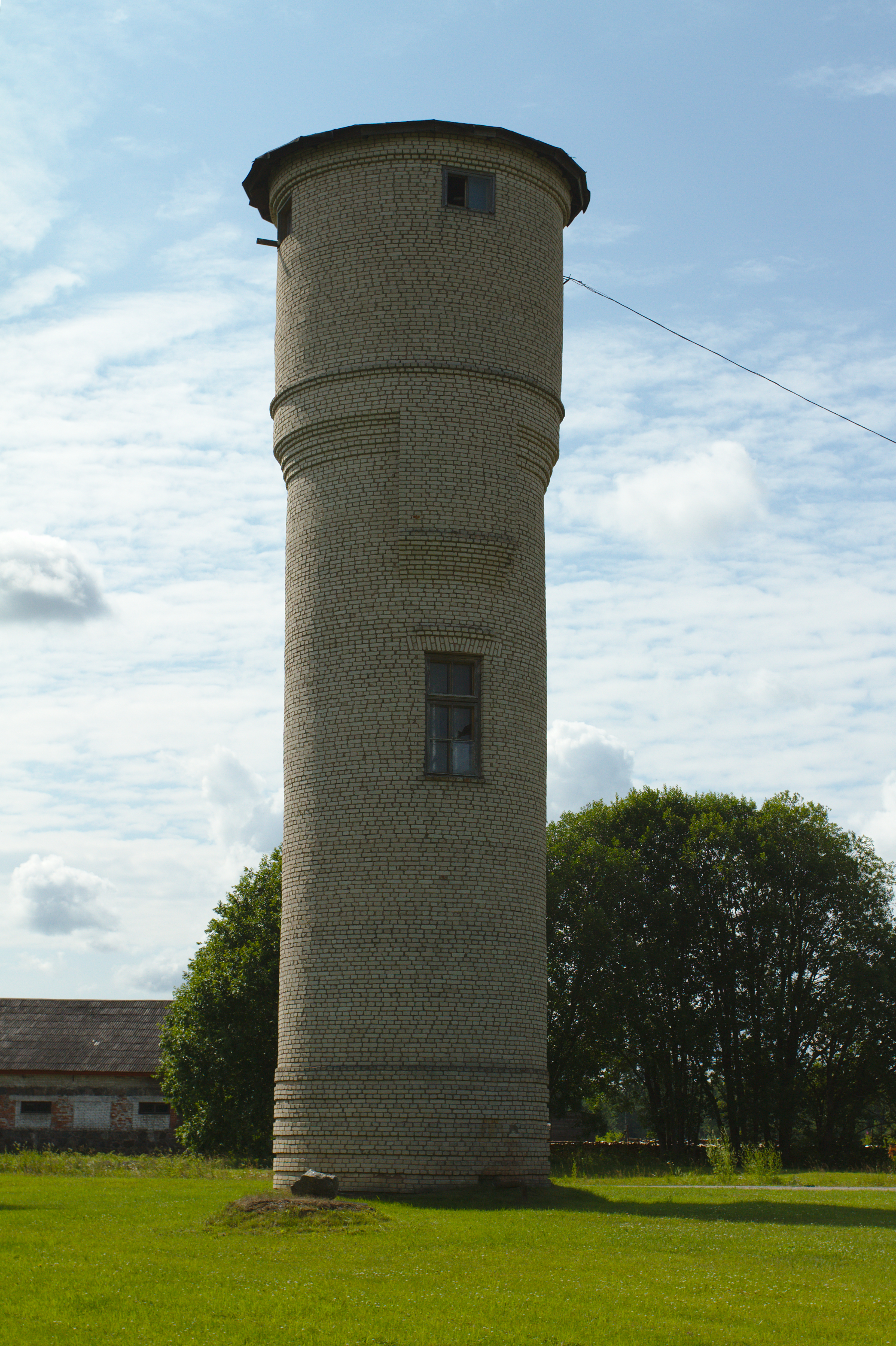
Watertoren
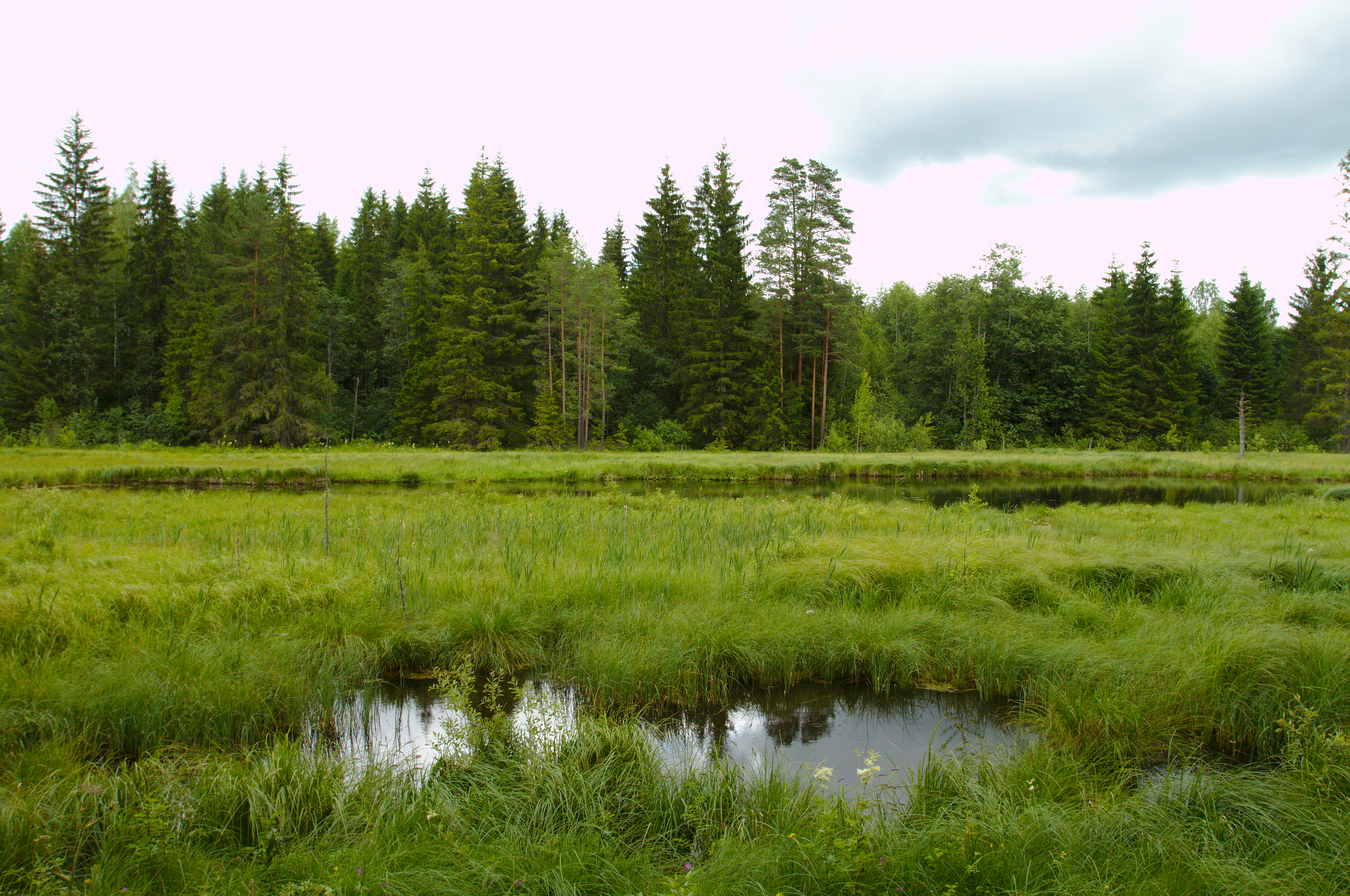
Het Väiku-Osõtsuu järv, een meer in de omgeving
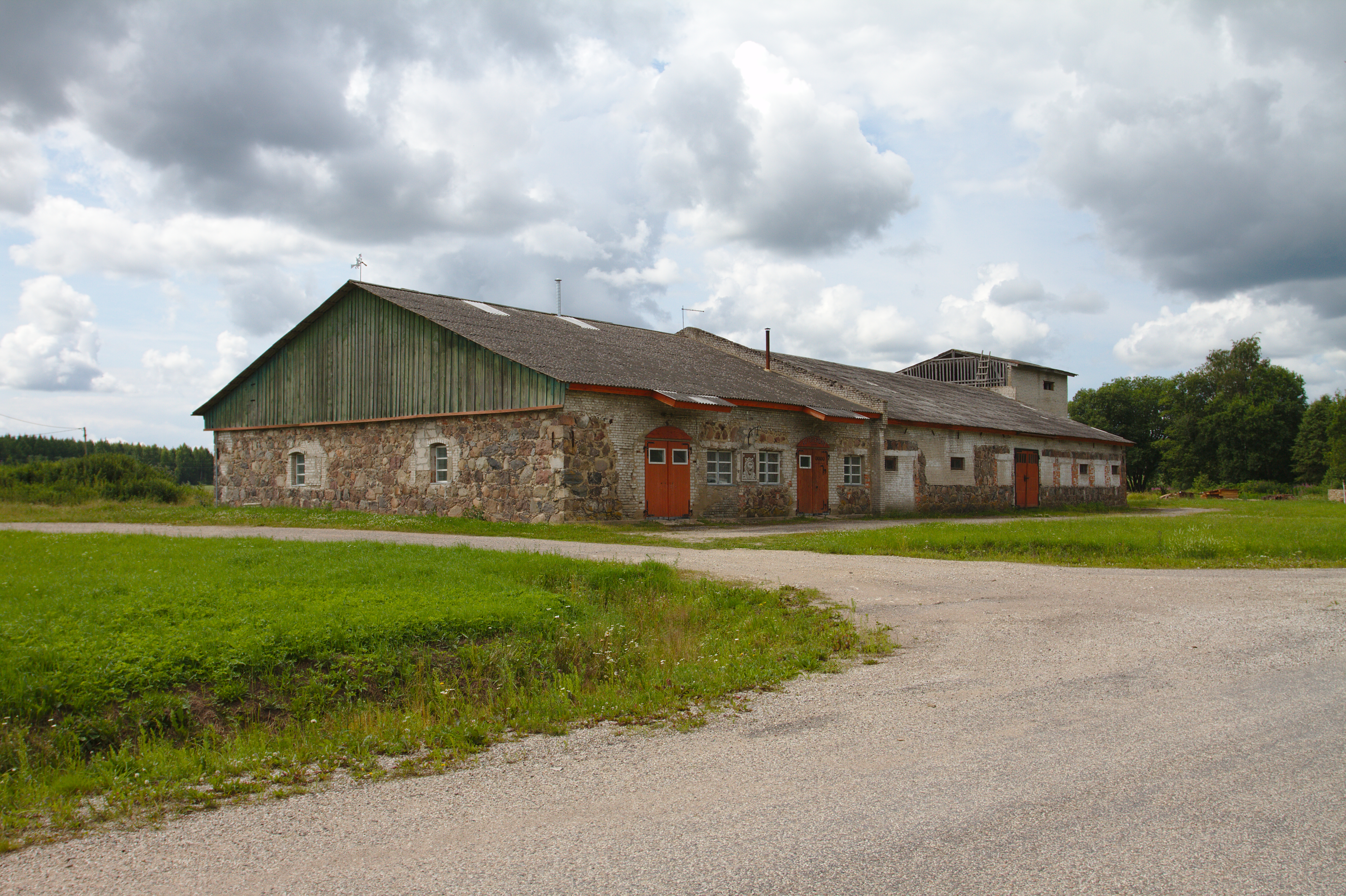
Veestal van het vroegere landgoed
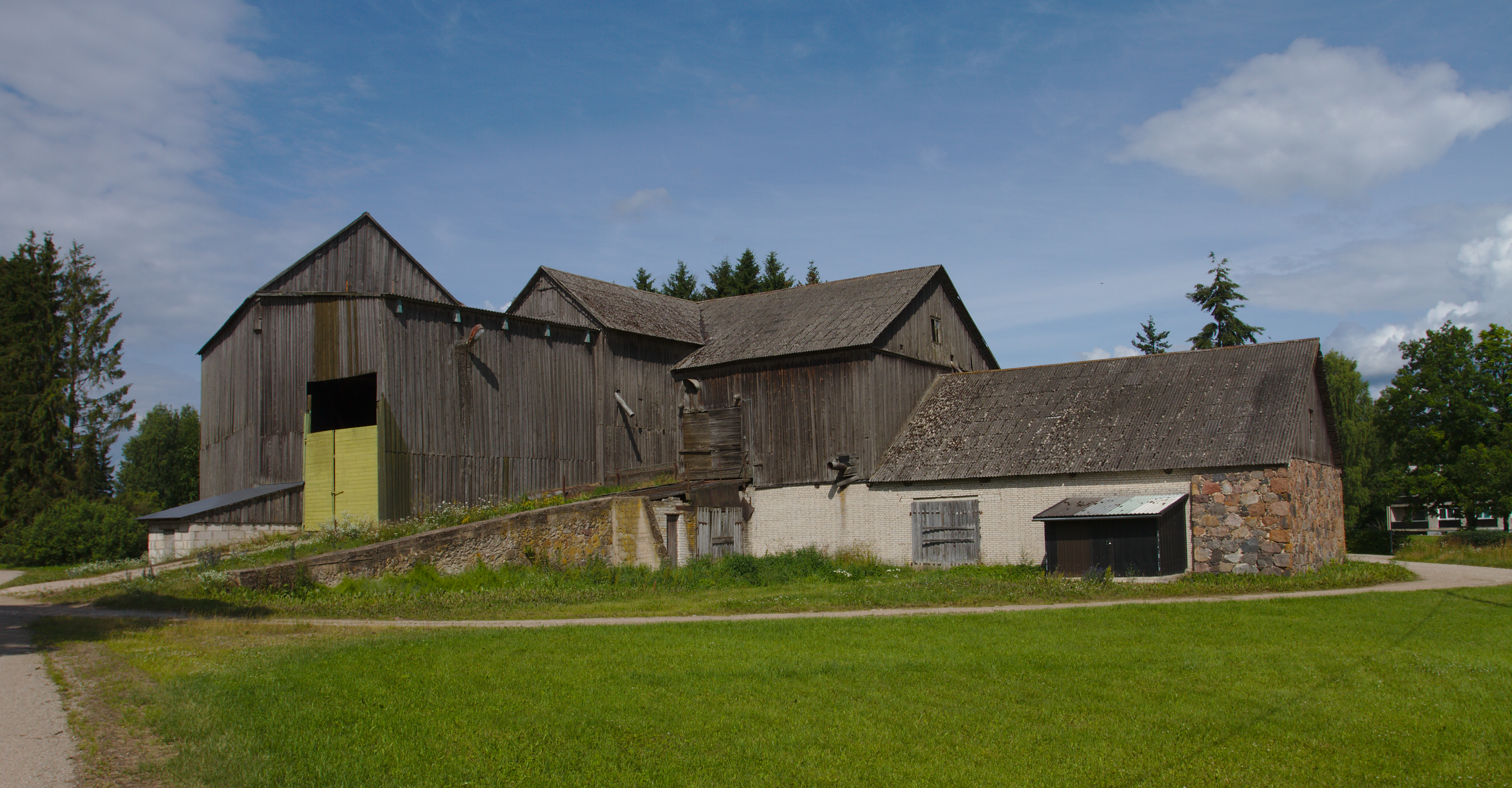
Dorsschuur
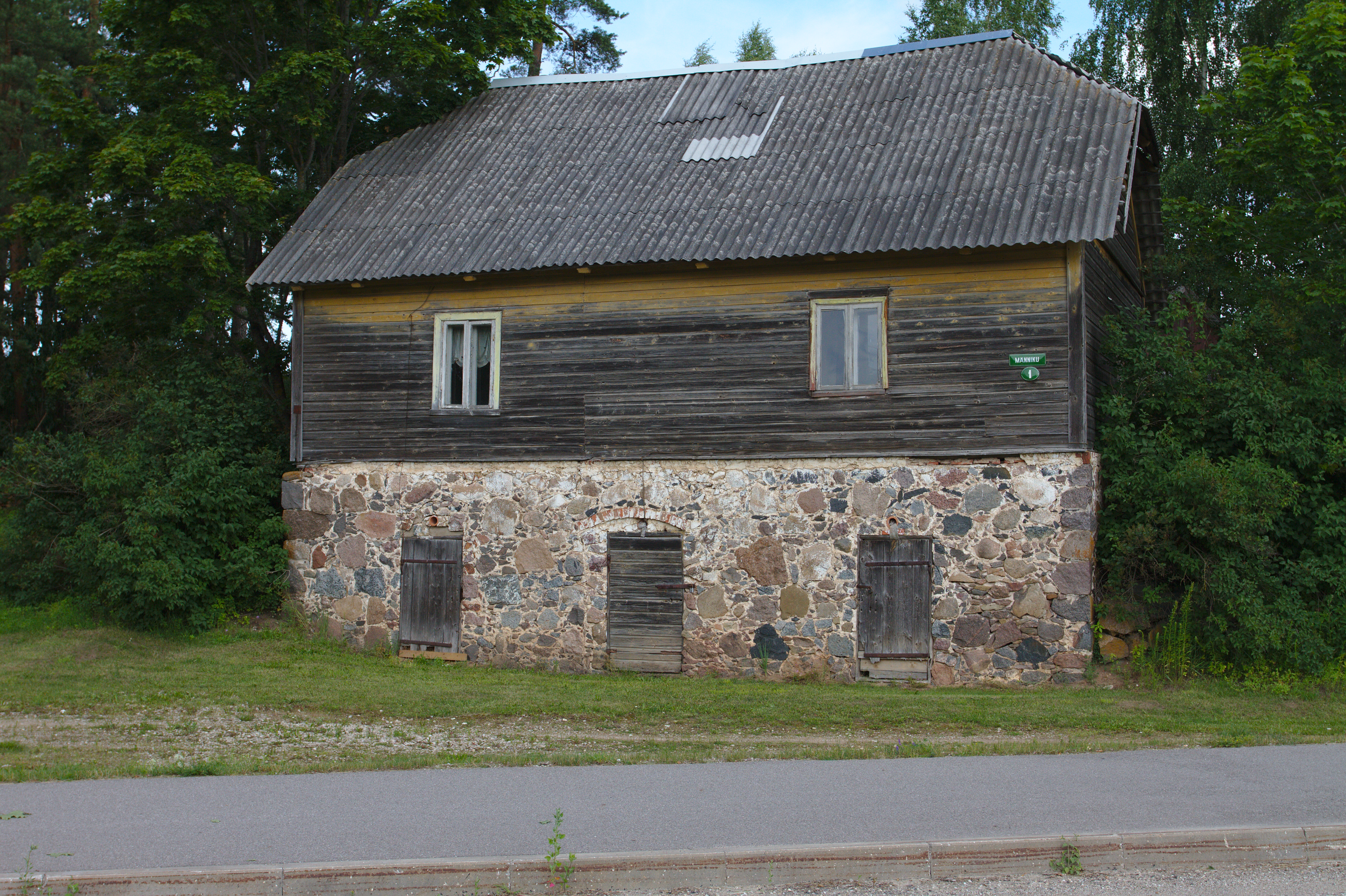
Landarbeiderswoning
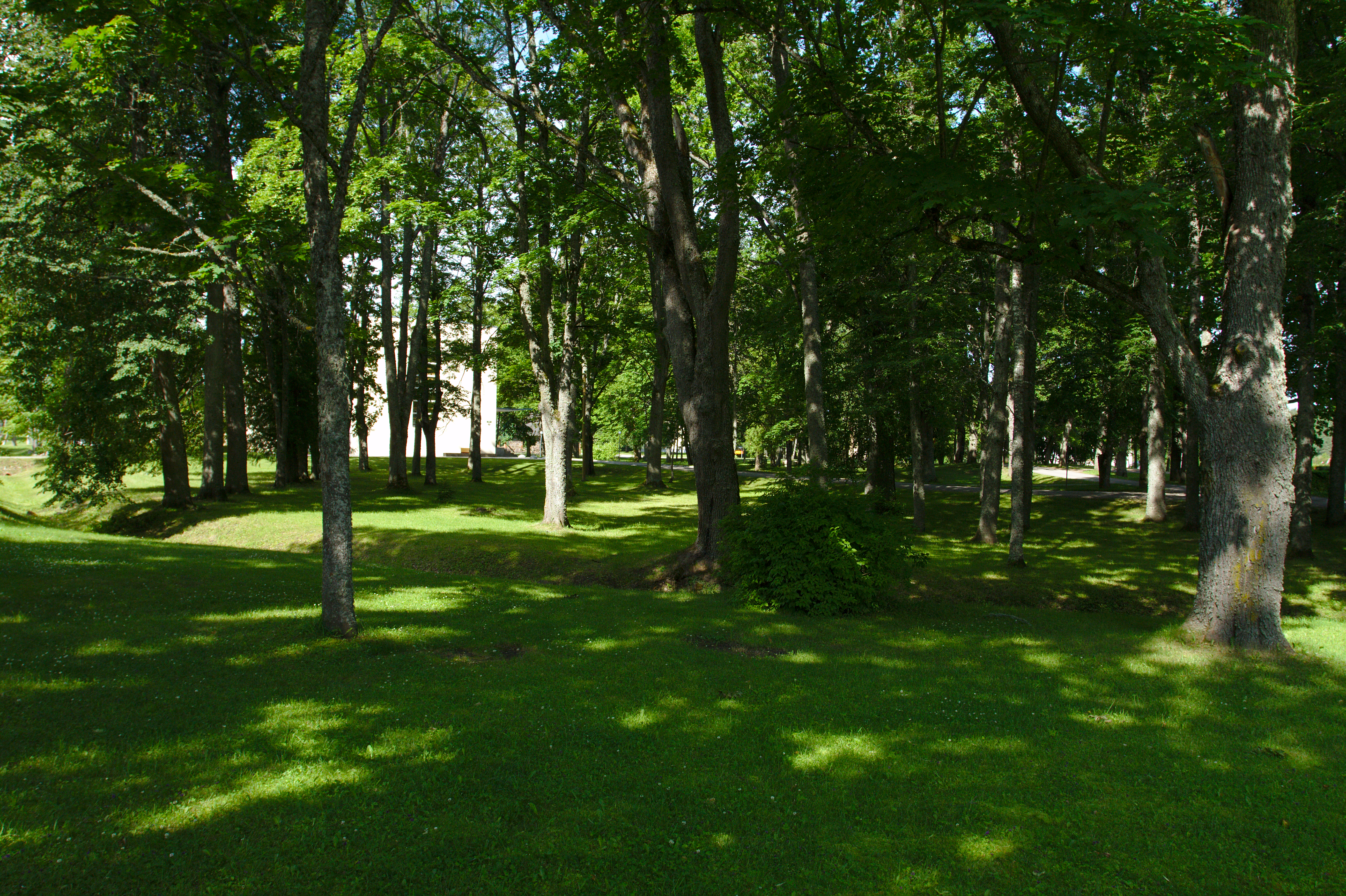
Het park rond het vroegere landhuis
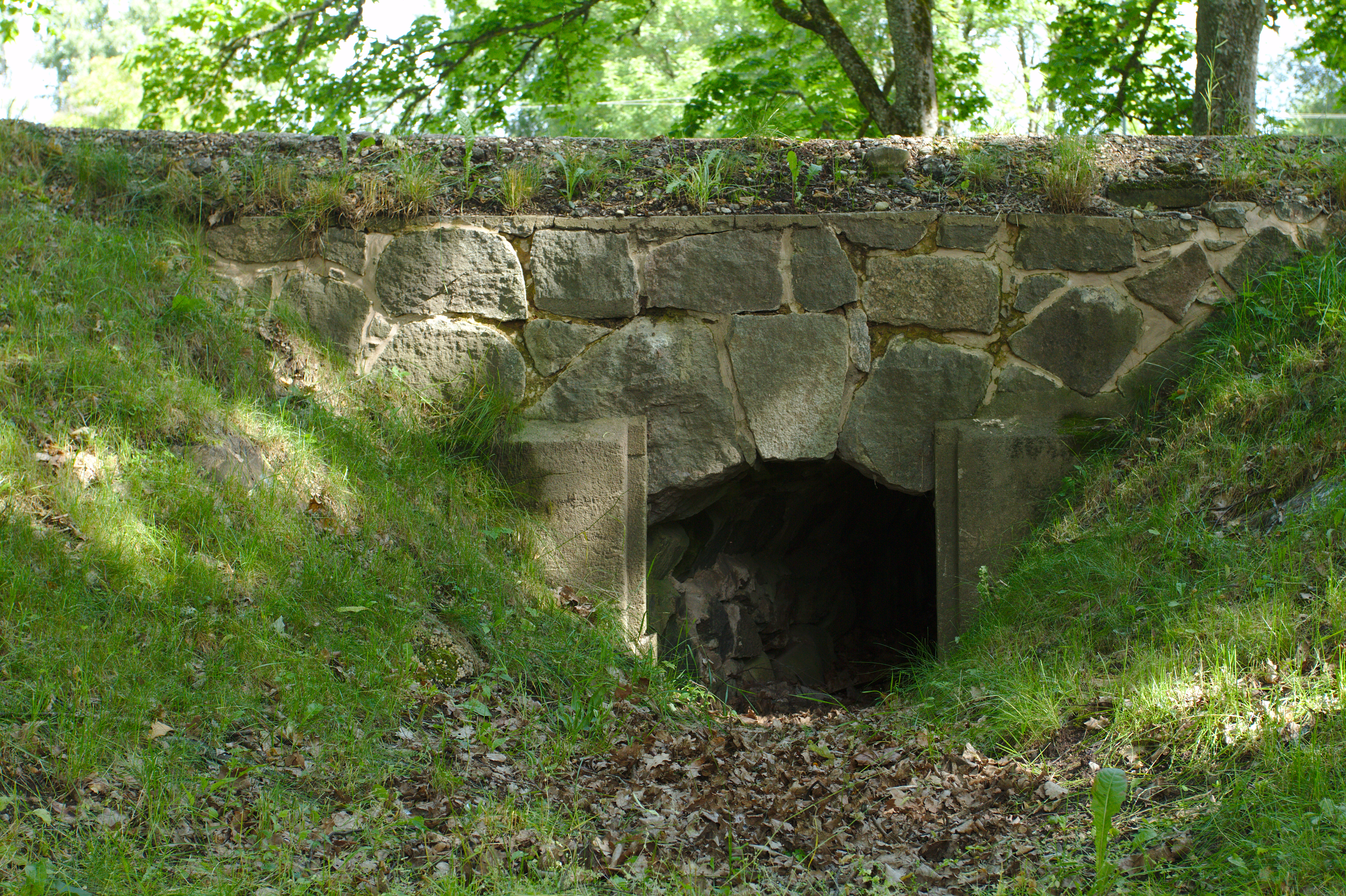
Brug in het park